# Rob van der Mark
Robert Dries (Rob) van der Mark (Oosterbeek, 6 oktober 1946 – Lelystad, 18 november 2017) was een Nederlands bestuurder. Hij was van 1993 tot 2005 burgemeester van de gemeente Vlieland. Van der Mark was lid van de Partij van de Arbeid (PvdA).

## Loopbaan
Hij groeide op in Vlaardingen en studeerde na zijn hbo-b opleiding nog enige tijd economie aan de Erasmus Universiteit Rotterdam, maar maakte die opleiding niet af. Daarna ging hij het bedrijfsleven in, en werkte voor Bruynzeel en Unilever. Na drie jaar als enige PvdA'er in de gemeenteraad van Ermelo te hebben gezeten, ging hij naar Lelystad waar hij meer dan vijftien jaar bestuurlijk actief is geweest.
Van der Mark was medeoprichter van de woningcorporatie en is ook nog anderhalf jaar wethouder ruimtelijke ordening geweest, voor hij op 1 juli 1993 benoemd werd tot burgemeester van Vlieland. Vanwege een vermeend drankprobleem leek het twijfelachtig of hij in 1999 na zijn eerste termijn kon blijven, maar de raad steunde hem en hij werd daar benoemd voor een tweede termijn. Aan het einde van die tweede termijn, op 1 juli 2005, ging hij vervroegd met pensioen.